# 義務について

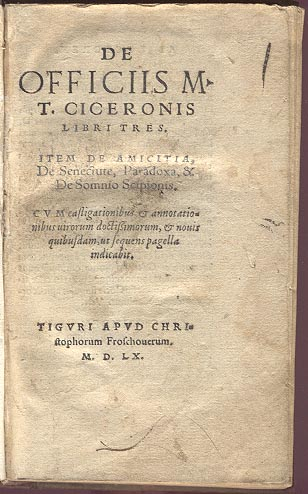
ルネサンス期の刊本

『義務について』（ぎむについて、ラテン語: De Officiis、『義務論』（ぎむろん）とも）は、古代ローマのキケロの著作。前44年成立。ストア派やプラトンの折衷的立場から道徳について論じる。キケロ全著作中で後世への影響が最も大きいとされ、カントの義務論などに影響を与えた。

## 背景

### 成立
キケロ最晩年の前45年から前44年にかけて、『ホルテンシウス』を皮切りに成立した一連の哲学著作の一つにあたる。
具体的な成立時期は、前44年11月と推定される。当時キケロは、9月にアントニウス弾劾演説（ピリッピカ）をした後、プテオリの別荘に逗留し、友人アッティクスと書簡で相談しつつ本書を執筆。12月から著作活動をやめて政争に身を投じ、翌年12月に死亡した。

### 書簡形式
本書は、キケロの息子（小キケロ、当時22歳）宛ての書簡の形式をとっており、他の哲学著作が対話篇形式であるなか唯一異なる。
息子宛てだが、実際の想定読者は、他著作と同様ローマの若者全員だった。その背景には、キケロがカティリナ弾劾で得た称号「祖国の父」（パテル・パトリアエ）があった。
当時、小キケロはキケロの勧めでアテナイのペリパトス派クラティッポスのもとに留学中であり、本書はその話題から始まる。

### パナイティオスの『義務について』
本書は全3巻からなり、第1,2巻は、ストア派のパナイティオスの著作『義務について』（古希: Περί του καθήκοντος、断片のみ現存）の忠実な紹介となっている。
一方、第3巻は、パナイティオスが論じずに済ませた問題について、ポセイドニオス・ヘカトン・プラトンら他の哲学者や歴史の故事をもとに論じる。
パナイティオスは、キケロが理想視した小スキピオの知的サークル「スキピオ・サークル」の一員であり、ローマにストア派を広めた人物だった。同時に、単なるストア派でなくプラトンやアリストテレスと折衷の面もある人物だった。

### 義務・カテーコン・オッフィキウム
本書のいう「義務」は、古代ギリシア語の「カテーコン」（古希: καθῆκον）、ラテン語の「オッフィキウム」（羅: officium）の訳語である。
「義務」はあまり適切な訳語でなく、より正確には「ふさわしい行為」「自然本性に即した行為」「理性（ロゴス）に基づいた行為」を意味する。具体的には「父母や祖国を敬うこと」「友人と仲良くすること」「健康に留意すること」などの道徳的行為を指す。
ストア派の倫理学において「義務」は2種あり、
1. 「完全義務」（羅: perfectum officium、古希: κατόρθωμα、カトルトーマ）[19] - ストア派の理想的賢者の義務。現代倫理学でいう「完全義務と不完全義務」とはやや異なる[21]。
2. 「中間義務」（羅: medium officium、古希: μέσον καθῆκον、メソン・カテーコン）[19] - 一般人の義務。

とに分けられる。本書では「中間義務」を扱い、「完全義務」は『善と悪の究極について』で扱う。
「オッフィキウム」は、キケロが「カテーコン」にあてた日常的ラテン語であり、英語の「オフィス」（英: office）などの語源でもある。

## 内容
第1・2巻では、義務とは「徳性」（羅: honestum、立派さ・高潔さ・美しさ）がある行為、または「有益性」（羅: utilitas、利益・功利）がある行為であるとし、「徳性」と「有益性」について分析する。第3巻では、「徳性」と「有益性」が衝突する場合はどうするか、という問題を論じる。最終的に、「徳性」と「有益性」が対立することはありえない（衝突しているのは見かけだけであり、悪徳だが有益という行為は実際は有益でない）と結論する。
具体的なトピックは多岐にわたり、
- エピクロス派やキュレネ派の快楽主義の否定。
- ピュロンやアリストン（英語版）の道徳懐疑論・アディアポラ論の否定。
- 心には「理性」（ロゴス）と「衝動」（ホルメー）の2部分があり[9]、前者に後者を統制させることで諸徳が生まれる[26]。
- 枢要徳（知恵・正義・勇気・節度）を分析し[11][27][28]、信義（フィデス）などを論じる[28]。
- ある行為が義務かどうかは、普遍的原則だけでなく個人の立場や状況にもよる（デコールム（英語版）=プレポン論、ペルソナ論）[9][26][27]。
- 嘘をつくことが適切な状況もある（嘘も方便）[29]。
- 現代倫理学における「他者危害原則」「完全義務と不完全義務」の先駆的内容[30][21]。
- たとえ友人・国家・商業的利益のためでも悪徳を犯すべきでない（キケロ『友情について』やローマ法と関連）[31]。
- 有益性は自然法の根拠ではなく結果である[32]。
- ギュゲスの指輪の問題[33][33]。
- カルネアデスの板に似た問題[34]。
- レグルスの故事の讃美（自己の有益性よりも国家の有益性と徳性を優先して死亡した人物）[11][33]。
- 暴君は国家に徳性も有益性ももたらさないとし、カエサルやアントニウスを暗に非難したうえで、カエサル暗殺（暴君放伐[32]）を正当化するような記述[35]（キケロ『国家について』や[36]、プラトン『国家』『ゴルギアス』のトラシュマコス・カリクレス批判と関連[37]）。

などがある。

## 受容
本書は古代から19世紀まで、倫理学の古典として読まれた。同時に、ラテン語散文の模範として教科書に広く使われた。
古代ローマでは、ホラティウス、セネカ、大プリニウス、ウィトルウィウスらが受容した。ラテン教父のアンブロジウスは、本書を下敷きにキリスト教倫理を述べる『教役者の義務について』を著した。
中近世ヨーロッパでは、ソールズベリのジョン、トマス・アクィナス、ダンテ、ペトラルカ、エラスムス、マキャヴェッリ、グロティウス、モンテスキュー、フリードリヒ大王、ジョン・ロック、フランシス・ハチスン、アダム・スミス、トマス・リード、ミル、ヘーゲルらが受容した。
19世紀以降は、文献学の発達により本書の校訂などが進んだ。一方、哲学上の独自性が疑問視されるようになり、思想的影響力は低下した。

### カント
フリードリヒ大王は本書に感銘を受け、ドイツ語訳の制作を学者に命じた。これを受け、クリスティアン・ガルヴェがドイツ語の訳注（1783年）を著した。
カント『人倫の形而上学の基礎づけ』（1785年）は、このガルヴェの訳注に対する批判的応答として書かれた、と一般に言われる。カントはキケロの「世俗的道徳哲学」「自然の導き」による義務を否定して、理性の優位を主張した。しかし同時に、キケロの「人間性」（フマニタス）などの思想に影響を受けてもいた。
また、カント『人間愛からなら嘘をついてもよいという誤った権利について』（1797年、通称「カントの嘘論文」）では、キケロと対照的に「嘘も方便」を否定している。

## 引用
- 「…義務こそはすべての哲学者に共通の問題である。…義務について何の教えも伝えずに、一体、誰があえて自分を哲学者と称することができよう。」[49]
- 「とりわけて人間の本領は真実の探求と追究である。…この（人間という）動物だけが、秩序とは何か、均整美とは何か、行為と言動について許される限度がどこにあるかを感得する。…これらのことが相まって形作られるのが、われわれの探し求める徳性である。たとえ尊ばれずとも立派であり、たとえ誰からも賞賛されずとも本性的に賞賛すべきだと正しくわれわれが言える徳性である。」[50]
- 「…国事に関してもっとも守られるべきは戦争の正義である。戦争の決着方法は二種類、論議を用いるか武力を用いるかである。このうち前者は人間特有のものであり、後者は獣のなすところであるから、後者の手段に訴えるのは前者が通用しない場合にかぎらねばならない。それゆえ、戦争を起こす理由は不正のない平和な生活のためであらねばならない一方、いったん勝利が得られれば、戦争中に残忍でも野蛮でもなかった人々の命は守られねばならない。」[51]

## 日本語訳
- 泉井久之助 訳『義務について』岩波文庫、1961年（復刊1983年、2000年）。ISBN 978-4003361115。NDLJP:2970701
- 角南一郎 訳『義務について』現代思潮社〈古典文庫〉、1974年。NDLJP:12214133
- 高橋宏幸 訳 「義務について」『キケロー選集9 哲学II 大カトー・老年について / ラエリウス・友情について / 義務について』岩波書店、1999年。ISBN 978-4000922593

## 関連文献
- Cicero, De Officiis, commentary by Hubert A. Holden, Cambridge University Press, 1891. [LINK]
- Cicero, De Officiis, 3rd rev. ed., notes by E. P. Crowell, New York: Hinds, Noble & Eldredge, 1903. [LINK]
- Cicero, De Officiis, ed., by Michael Winterbottom, Oxford University Press, 1994. ISBN 978-0198146735
- A Commentary on Cicero, De Officiis, notes by Andrew W. Dycke, University of Michigan, 1996. ISBN 9780472107193